# آي أو إس 26
آي أو إس 26 (بالإنجليزية: iOS 26) هو إصدار الرئيسي التاسع عشر القادم لنظام التشغيل آي أو إس من أبل. تم الإعلان عنه 9 يونيو 2025.

## مميزات
يحتوي آي أو إس 26 تصميم جديد بالزجاج السائل. يحتوي ذكاء أبل مميزات مثل جينموجي، ساحة الصور والأدوات الذكية.

## الهواتف المتوافقة
أبل توقف دعم في ثلاث الهواتف مثل آيفون أكس آر، آيفون أكس إس وآيفون أكس إس ماكس.